# Little Charmers
Little Charmers (conocida como Los Pequeños Encantadores en España) es una serie animada canadiense producido por Nelvana y Spin Master Entertainment para Treehouse TV. La serie fue estrenada el 12 de enero de 2015 en Nickelodeon en los Estados Unidos y el 31 de enero en Treehouse TV en Canadá.

## Elenco
| Personaje | Actor de voz Original Estados Unidos | Actor de Doblaje en · México | Actor de Doblaje en · España |
| --------- | ------------------------------------ | ---------------------------- | ---------------------------- |
| Hazel     | Addison Holley                       | Melissa Gedeón               | Ana Esther Alborg            |
| Posie     | Matilda Gilbert                      | Susana Moreno                | Olga Velasco                 |
| Lavender  | Alexa Torrington                     | Monserrat Mendoza            | Adelaida López               |

## Episodios

### Temporadas
| Temporada | Temporada | Episodios | Canadá              | Canadá              | Latinoamérica     | Latinoamérica | España               | España                  |
| Temporada | Temporada | Episodios | Comienzo            | Final               | Comienzo          | Final         | Comienzo             | Final                   |
| --------- | --------- | --------- | ------------------- | ------------------- | ----------------- | ------------- | -------------------- | ----------------------- |
|           | 1         | 44        | 31 de enero de 2015 | 11 de marzo de 2016 | 4 de mayo de 2015 | —             | 8 de junio de 2015   | 17 de diciembre de 2016 |
|           | 2         | 20        | 3 de abril de 2017  | 15 de abril de 2017 | —                 | —             | 11 de agosto de 2017 | 1 de octubre de 2017    |

### Temporada 1: 2015
| Serie # | Temp. # | Título                             | Estreno en Estados Unidos | Estreno en Canadá        | Estreno en Latinoamérica                                    | Código         | Audiencia      |
| ------- | ------- | ---------------------------------- | ------------------------- | ------------------------ | ----------------------------------------------------------- | -------------- | -------------- |
| 1a      | 1a      | «Prince Not So Charming»           | 12 de enero de 2015       | Por anunciarse           | 4 de mayo de 2015                                           | 101            | 4.5            |
| 1b      | 1b      | «A Charming Outfit»                | 12 de enero de 2015       | Por anunciarse           | 4 de mayo de 2015                                           | 101            | 3.6            |
| 2a      | 2a      | «Double Trouble Spell»             | 14 de enero de 2015       | Por anunciarse           | 6 de mayo de 2015                                           | 103            | Por anunciarse |
| 2b      | 2b      | «Charming Pets»                    | 14 de enero de 2015       | Por anunciarse           | 6 de mayo de 2015                                           | 103            | 8.2            |
| 3a      | 3a      | «A Charming Do Over»               | 15 de enero de 2015       | Por anunciarse           | 7 de mayo de 2015                                           | 104            | 7.2            |
| 3b      | 3b      | «A Charming Fad»                   | 15 de enero de 2015       | Por anunciarse           | 7 de mayo de 2015                                           | 104            | Por anunciarse |
| 4a      | 4a      | «Lucky Seven»                      | 19 de enero de 2015       | Por anunciarse           | 8 de mayo de 2015                                           | 105            | Por anunciarse |
| 4b      | 4b      | «Moon Madness»                     | 19 de enero de 2015       | Por anunciarse           | 8 de mayo de 2015                                           | 105            | Por anunciarse |
| 5a      | 5a      | «Switcheroo»                       | 21 de enero de 2015       | Por anunciarse           | 11 de mayo de 2015                                          | 106            | Por anunciarse |
| 5b      | 5b      | «Garden Pests»                     | 21 de enero de 2015       | Por anunciarse           | 11 de mayo de 2015                                          | 106            | Por anunciarse |
| 6a      | 6a      | «Charming Chatterbox»              | 23 de enero de 2015       | Por anunciarse           | 14 de mayo de 2015                                          | 109            | Por anunciarse |
| 6b      | 6b      | «Cluck Stars»                      | 23 de enero de 2015       | Por anunciarse           | 14 de mayo de 2015                                          | 109            | Por anunciarse |
| 7a      | 7a      | «Freeze Dance»                     | 27 de enero de 2015       | Por anunciarse           | 12 de mayo de 2015                                          | 107            | Por anunciarse |
| 7b      | 7b      | «The Gingerbread Boy»              | 27 de enero de 2015       | Por anunciarse           | 12 de mayo de 2015                                          | 107            | Por anunciarse |
| 8a      | 8a      | «Fashion No Show»                  | 29 de enero de 2015       | Por anunciarse           | 15 de mayo de 2015                                          | 110            | Por anunciarse |
| 8b      | 8b      | «Locket or Lose It»                | 29 de enero de 2015       | Por anunciarse           | 15 de mayo de 2015                                          | 110            | Por anunciarse |
| 9       | 9       | «Charmy Hearts Day»                | 13 de febrero de 2015     | Por anunciarse           | Por anunciarse                                              | 112            | Por anunciarse |
| 10a     | 10a     | «Uncharmed Life»                   | 20 de febrero de 2015     | Por anunciarse           | Por anunciarse                                              | 111            | Por anunciarse |
| 10b     | 10b     | «Pest Friends Forever»             | 20 de febrero de 2015     | Por anunciarse           | Por anunciarse                                              | 111            | Por anunciarse |
| 11a     | 11a     | «Charming Trio»                    | 20 de febrero de 2015     | Por anunciarse           | 5 de mayo de 2015                                           | 102            | Por anunciarse |
| 11b     | 11b     | «Add a Little Parsley»             | 20 de febrero de 2015     | Por anunciarse           | 5 de mayo de 2015                                           | 102            | Por anunciarse |
| 12a     | 12a     | «Hairy Ways»                       | 13 de marzo de 2015       | 1 de marzo de 2015       | Por anunciarse                                              | 113            | Por anunciarse |
| 12b     | 12b     | «Calling All Cauldrons»            | 13 de marzo de 2015       | 1 de marzo de 2015       | Por anunciarse                                              | 113            | Por anunciarse |
| 13a     | 13a     | «Wish Upon A Jar»                  | 13 de marzo de 2015       | Por anunciarse           | Por anunciarse                                              | 114            | Por anunciarse |
| 13b     | 13b     | «Upside Down Friends»              | 13 de marzo de 2015       | Por anunciarse           | Por anunciarse                                              | 114            | Por anunciarse |
| 14      | 14      | «Sparkle Bunny»                    | 3 de abril de 2015        | 29 de marzo de 2015      | 27 de febrero de 2017 (Nick) 10 de marzo de 2017 (Nick Jr.) | 116            | Por anunciarse |
| 15a     | 15a     | «Charm Your Mom Day»               | 8 de mayo de 2015         | Por anunciarse           | Por anunciarse                                              | 121            | Por anunciarse |
| 15b     | 15b     | «A Charming Campout»               | 8 de mayo de 2015         | Por anunciarse           | Por anunciarse                                              | 121            | Por anunciarse |
| 16a     | 16a     | «Zip Zoom Broom»                   | 4 de agosto de 2015       | 22 de marzo de 2015      | Por anunciarse                                              | Por anunciarse | 0.65           |
| 16b     | 16b     | «Sheep Over Party»                 | 4 de agosto de 2015       | 22 de marzo de 2015      | Por anunciarse                                              | Por anunciarse | 0.65           |
| 17a     | 17a     | «Frankenflare»                     | 6 de agosto de 2015       | 29 de marzo de 2015      | Por anunciarse                                              | Por anunciarse | 0.40           |
| 17b     | 17b     | «Charming Cheers»                  | 6 de agosto de 2015       | 29 de marzo de 2015      | Por anunciarse                                              | Por anunciarse | 0.40           |
| 18a     | 18a     | «Bean There Done That»             | 11 de agosto de 2015      | 5 de abril de 2015       | Por anunciarse                                              | Por anunciarse | 0.55           |
| 18b     | 18b     | «Charmville Unchained»             | 11 de agosto de 2015      | 5 de abril de 2015       | Por anunciarse                                              | Por anunciarse | 0.55           |
| 19a     | 19a     | «My Charmhouse is Your Charmhouse» | 13 de agosto de 2015      | 19 de abril de 2015      | Por anunciarse                                              | Por anunciarse | 0.67           |
| 19b     | 19b     | «Frog for a Day»                   | 13 de agosto de 2015      | 19 de abril de 2015      | Por anunciarse                                              | Por anunciarse | 0.67           |
| 20a     | 20a     | «A Charming Wedding»               | 18 de agosto de 2015      | 5 de septiembre de 2015  | Por anunciarse                                              | Por anunciarse | 0.41           |
| 20b     | 20b     | «Snug Little Rug»                  | 18 de agosto de 2015      | 5 de septiembre de 2015  | Por anunciarse                                              | Por anunciarse | 0.41           |
| 21a     | 21a     | «Somewhere Over the Rainbow»       | 20 de agosto de 2015      | 11 de septiembre de 2015 | Por anunciarse                                              | Por anunciarse | 0.39           |
| 21b     | 21b     | «Circus Surprise»                  | 20 de agosto de 2015      | 11 de septiembre de 2015 | Por anunciarse                                              | Por anunciarse | 0.39           |
| 22      | 22      | «Magical Mistakes»                 | 22 de agosto de 2015      | Por anunciarse           | Por anunciarse                                              | Por anunciarse | 0.36           |
| 23      | 23      | «Musical Moments»                  | 22 de agosto de 2015      | Por anunciarse           | Por anunciarse                                              | Por anunciarse | 0.38           |
| 24      | 24      | «Spooky Pumpkin Moon Night»        | 21 de octubre de 2015     | Por anunciarse           | 13 de mayo de 2015                                          | Por anunciarse | Por anunciarse |
| 25a     | 25a     | «Sing Song Pox»                    | Por anunciarse            | 18 de septiembre de 2015 | 18 de mayo de 2016                                          | Por anunciarse | Por anunciarse |
| 25b     | 25b     | «A Tooth on the Loose»             | Por anunciarse            | 18 de septiembre de 2015 | 18 de mayo de 2016                                          | Por anunciarse | Por anunciarse |
| 26a     | 26a     | «Hurry Up Hazel»                   | Por anunciarse            | 25 de septiembre de 2015 | 19 de mayo de 2016                                          | Por anunciarse | Por anunciarse |
| 26b     | 26b     | «No Charm in the Charmhouse»       | Por anunciarse            | 25 de septiembre de 2015 | 19 de mayo de 2016                                          | Por anunciarse | Por anunciarse |
| 27a     | 27a     | «Charming Nightlights»             | Por anunciarse            | 2 de octubre de 2015     | 23 de mayo de 2016                                          | Por anunciarse | Por anunciarse |
| 27b     | 27b     | «Charming Babies»                  | Por anunciarse            | 2 de octubre de 2015     | 23 de mayo de 2016                                          | Por anunciarse | Por anunciarse |
| 29a     | 29a     | «A Charming Mistake»               | 1 de diciembre de 2015    | 16 de octubre de 2015    | 25 de mayo de 2016                                          | Por anunciarse | Por anunciarse |
| 29b     | 29b     | «A Charming Surprise Birthday»     | 1 de diciembre de 2015    | 16 de octubre de 2015    | 25 de mayo de 2016                                          | Por anunciarse | Por anunciarse |
| 30a     | 30a     | «Old School Magic»                 | Por anunciarse            | Por anunciarse           | Por anunciarse                                              | Por anunciarse | Por anunciarse |
| 30b     | 30b     | «Charming Ogres»                   | Por anunciarse            | Por anunciarse           | Por anunciarse                                              | Por anunciarse | Por anunciarse |
| 31a     | 31a     | «Wandering Wand»                   | 5 de noviembre de 2015    | 6 de noviembre de 2015   | 26 de mayo de 2016                                          | Por anunciarse | Por anunciarse |
| 31b     | 31b     | «Good Knight, Good Day»            | 5 de noviembre de 2015    | 6 de noviembre de 2015   | 26 de mayo de 2016                                          | Por anunciarse | Por anunciarse |